# 321324 Vytautas
321324 Vytautas è un asteroide della fascia principale. Scoperto nel 2009, presenta un'orbita caratterizzata da un semiasse maggiore pari a 3,1253609 UA e da un'eccentricità di 0,1102929, inclinata di 6,60595° rispetto all'eclittica.
L'asteroide è dedicato al Granduca di Lituania Vitoldo, tramite il suo endonimo in lituano.